# Wang Chunlu
Wang Chunlu (chiń. 王春露; ur. 27 września 1978 w Panshi) – chińska łyżwiarka szybka specjalizująca się w short tracku, trzykrotna medalistka igrzysk olimpijskich, multimedalistka mistrzostw świata.
Dwukrotnie wystąpiła na zimowych igrzyskach olimpijskich. W 1998 roku podczas igrzysk w Nagano zdobyła srebrny medal olimpijski w biegu sztafetowym (wraz z nią w chińskiej sztafecie pobiegły Yang Yang (A), Yang Yang (S) i Sun Dandan), ponadto zajęła ósme miejsce w biegu na 500 m, a w biegu na 1000 m została zdyskwalifikowana w rundzie kwalifikacyjnej. Cztery lata później na igrzyskach w Salt Lake City wystąpiła w dwóch konkurencjach i w obu zdobyła medale olimpijskie – srebrny w sztafecie (skład chińskiej sztafety był taki sam jak w Nagano) i brązowy w biegu na 500 m.
W latach 1995–2003 zdobyła czternaście medali mistrzostw świata (siedem złotych i siedem srebrnych), w latach 1998–2003 sześć medali drużynowych mistrzostw świata (cztery złote i dwa srebrne), w latach 1996–1999 cztery medale igrzysk azjatyckich (dwa złote i dwa srebrne), a w 1997 roku trzy złote medale zimowej uniwersjady.